# 들장미 (음악 그룹)
들장미는 대한민국의 트로트 음악 그룹이다.

## 음반
- 2014년 싱글 오빠면 OK